# Arridatoio
L'arridatoio è uno strumento meccanico utilizzato in nautica per tendere (tesare) una manovra dormiente, cioè I'insieme dei cavi che sorreggono l'albero dell'imbarcazione.
È costituito da due corpi filettati che si possono avvitare o svitare dentro ad un corpo cilindrico controfilettato. Una parte filettata è attaccata alla coperta, l'altra alle sartie da tendere. Normalmente sono presenti anche dadi di sicurezza, perché a causa delle vibrazione della barca, quando la manovra va in bando, cioè la sartia sottovento è leggermente meno tesa di quella sopravento, c'è il rischio che la manovra si sviti.
Normalmente gli arridatoi vengono costruiti in acciaio inox, anche se sono presente dei problemi di grippaggio.